# Итудис, Димитрис
Дими́трис Итудис (греч. Δημήτρης Ιτούδης; род. 8 сентября 1970, Верия) — греческий баскетбольный тренер.

## Карьера
Работал в ряде греческих клубов в качестве ассистента главного тренера. Большую часть карьеры (13 лет, с 1999 по 2012 годы) Итудис провёл в качестве первого ассистента Желько Обрадовича в «Панатинаикосе», где отвечал за большинство ключевых вопросов тактической подготовки команды. Димитрис стал соавтором 5 побед ПАО в Евролиге, 11 — в чемпионате Греции, 7 — в Кубке страны.
Перед началом сезона 2013/2014 Итудис подписал трёхлетний контракт с турецким «Банвитом». Итогом сотрудничества стали первое место в регулярном чемпионате Турции, выход в полуфинал плей-офф и участие в ТОП-32 Еврокубка.
В июне 2014 года подписал двухлетний контракт с ЦСКА. В сезонах 2014/2015 и 2015/2016 московский клуб выходил в «Финал четырёх» Евролиги, став чемпионами турнира в 2016 году и взяв 3 место в 2015, а также победил в Единой лиге ВТБ. В сезоне 2014/2015 Итудис был признан «Лучшим тренером» Лиги ВТБ, а по окончании сезона 2015/2016 — «Тренером года» в Евролиге.
В июне 2016 года Итудис продлил контракт с ЦСКА ещё на 3 года. В феврале 2017 года Итудиса пригласили возглавить сборную Греции на Евробаскете-2017, но он вынужден был отказаться ради продолжения работы в клубе.
27 января 2019 года, после игры с «Цмоки-Минск» (101:61), Итудис вышел на 1 место в истории Единой лиги ВТБ по победам, обойдя Евгения Пашутина.
В марте 2020 года Итудис был избран в консультативный комитет Международной ассоциации тренеров (WABC).
В мае 2021 года Итудис подписал новый 2-летний контракт с ЦСКА.
В июне 2022 года Итудис возглавил «Фенербахче». В декабре 2023 года покинул пост главного тренера «Фенербахче» из-за неудовлетворительных результатов.
15 ноября 2024 года возглавил израильский клуб «Хапоэль» (Тель-Авив).

## Личная жизнь
В августе 2020 года тест на коронавирусную инфекцию у Итудиса оказался положительным. Лечение от вируса Димитрис проходил в Афинах, госпитализация ему не потребовалась. 20 августа Итудис выписался из клиники по лёгочным и сердечным болезням «Сотирия», где он завершал последнюю стадию восстановления.

## Достижения
- Чемпион Евролиги (2): 2015/2016, 2018/2019
- Бронзовый призёр Евролиги (2): 2014/2015, 2016/2017
- Обладатель Еврокубка: 2024/2025
- Чемпион Единой лиги ВТБ (6): 2014/2015, 2015/2016, 2016/2017, 2017/2018, 2018/2019, 2020/2021
- Серебряный призëр Единой лиги ВТБ: 2021/2022
- Обладатель Суперкубка Единой лиги ВТБ: 2021
- Бронзовый призёр Суперкубка Единой лиги ВТБ: 2023
- Чемпион России (6): 2014/2015, 2015/2016, 2016/2017, 2017/2018, 2018/2019, 2020/2021
- Серебряный призëр чемпионата России: 2021/2022
- Серебряный призëр Кубка Президента Турции: 2022